# مارکیتا
مارکیتا (فرانسوی: Marquitta‎) یک فیلم درام صامت به کارگردانی ژان رنوآر است که در سال ۱۹۲۷ منتشر شد. از بازیگران این فیلم می‌توان به ژان آنژلو، آنری دوبن و پی‌یر لسترینگی اشاره کرد.